# Coenobela paucula
Coenobela paucula är en fjärilsart som beskrevs av Walker 1858. Coenobela paucula ingår i släktet Coenobela och familjen nattflyn. Inga underarter finns listade i Catalogue of Life.